# Comarques de Navarre
Les comarques de Navarre situées dans la communauté forale de Navarre sont divisées en 12 comarques —nommées eskualdeak en basque et comarcas en castillan—. Ce sont des personnalités juridiques constituées comme des divisions administratives à caractère locale afin d'offrir des services locaux de proximité. Elles succèdent les anciennes divisions du Royaume de Navarre, qui s'incluaient dans des entités plus larges telles que les mérindades ou l'almiradio. Actuellement, la Navarre se divise en 12 comarques et 4 sous-comarques d'après la Loi Forale 04/2019 approuvée par le gouvernement Barkos en 2019. Nonobstant, le processus de dissolution des entités antérieures et la création des nouvelles, la réforme fut interrompue par le suivant gouvernement Chivite I, ce qui fait qu'elle est aujourd'hui inachevée, même si les comarques existent officiellement.
En fonction de la classification actuellement en vigueur, le territoire navarrais est divisé en 16 entités: 12 comarques et 4 sous-comarques.

## Comarques
La classification actuelle a 12 comarques et 4 sous-comarques. Les noms officiels des comarques, définis par la loi, sont bilingues, aussi bien en castillan qu'en basque.
| Comarque              | Comarque            | Communes | Population (2017) | Surface (km2) | Densité (hab./km2) | Capitale              |
| Nom basque            | Nom castillan       | Communes | Population (2017) | Surface (km2) | Densité (hab./km2) | Capitale              |
| --------------------- | ------------------- | -------- | ----------------- | ------------- | ------------------ | --------------------- |
| Baztan-Bidasoa        | Baztan-Bidasoa      | 21       | 22 355            | 914,2         | 24,45              | Elizondo (Baztan)     |
| Erdialdea             | Zona Media          | 19       | 26 069            | 947,23        | 27,52              | Tafalla               |
| Erribera              | Ribera              | 19       | 87 136            | 1357,07       | 64,21              | Tudèle                |
| Erriberagoiena        | Ribera Alta         | 8        | 25 567            | 413,83        | 6,20               | Peralta/Azkoien       |
| Estellerria           | Tierra Estella      | 66       | 58 514            | 1773,12       | 33,00              | Estella-Lizarra       |
| Montejurra            | Montejurra          | 55       | 31 688            | 1238,23       | 25,59              | Estella-Lizarra       |
| Estellerriko Erribera | Ribera Estellesa    | 11       | 26 826            | 534,89        | 50,15              | San Adrián            |
| Iruñerria             | Pamplona            | 36       | 361 574           | 1025,57       | 352,56             | Pampelune             |
| Metropolialdea        | Área Metropolitana  | 16       | 348 137           | 337,51        | 1031,49            | Pampelune             |
| Ibarrak               | Valles              | 20       | 13 437            | 688,06        | 19,53              | Zubiri (Esteribar)    |
| Izarbeibar-Novenera   | Valdizarbe-Novenera | 20       | 12 967            | 500,85        | 25,89              | Gares/Puente la Reina |
| Larraun-Leitzaldea    | Larraun-Leitzaldea  | 10       | 8 569             | 467,81        | 18,32              | Leitza                |
| Pirinioak             | Pirineo             | 30       | 5 204             | 1237,75       | 4,20               | Lintzoain (Erroibar)  |
| Pirinioaurrea         | Prepirineo          | 12       | 5 539             | 479,57        | 11,55              | Agoitz/Aoiz           |
| Sakana                | Sakana              | 15       | 20 185            | 305,5         | 66,07              | Altsasu               |
| Zangozerria           | Sangüesa            | 16       | 9 555             | 664,2         | 14,39              | Zangoza/Sangüesa      |
| Total                 | Total               | 272      | 643 234           | 10086,7       | 63,77              | -                     |

## Autres classifications comarcales
En plus des comarques officielles, le territoire navarrais peut se diviser suivant d'autres critères.

### Comarques géographiques
La division comarquale de la Communauté forale de Navarre, de Alfredo Floristan et Salvador Mensua, suit des critères en rapport avec le relief, le climat, la végétation et parfois, l'histoire. On distingue deux zones très distinctes: au nord, la Montagne, le climat océanique et le climat alpin, et au sud La Ribera, au climat méditerranéen continental. Entre les deux la Navarre médiane, zone de transition aux caractères mixtes de la Montagne de Navarre et de la Ribera. Ces zones sont considérées comme régions géographiques qui, à leur tour, se divisent en comarques. Ainsi la montagne de Navarre est formée par la Navarre humide du Nord-Est, les Vallées Pyrénéennes de Navarre et les bassins Pré-Pyrénéennes de Navarre; la Zone médiane de Navarre par la Navarre médiane orientale ou Tierra Estella ; enfin, La Ribera de Navarre, terres du sud, proches de l'Èbre, se divisent en "Ribera Estellesa" et "Ribera Tudelana".
| Region       | Comarque                                                                    |
| ------------ | --------------------------------------------------------------------------- |
| Montagne     | - Navarra Humide du Nord-Est - Vallées Pyrénéennes - Bassins Pré-pyrénéens  |
| Zone Médiane | - Navarre médiane occidentale ou Tierra Estella - Navarre médiane orientale |
| Ribera       | - Ribera Estellesa - Ribera Tudelana                                        |
| [ 4 ]        |                                                                             |

#### Montagne
La montagne située au nord de la Navarre est une zone de pluies abondantes, qui diminue du nord au sud. Dans toute la zone dominent des hauteurs supérieures aux 600 mètres. Le cours supérieur de l'Arga sépare les vallées pyrénéennes des vallées basco-cantabriques. Les rivières ont creusé des vallées encaissées, aux profondes gorges.

##### Navarre Humide du Nord-Est
Elle se divise en:
- Vallées cantabriques: Bortziriak, Urumea, Baztan, Bertizarana, Leizaran, Basaburua Artea, Doneztebe et Araiz.
- Vallées méridionales: Larraun, Basaburua, Ultzama, Anue, Imotz, Atetz et Odieta.
- Corridor de l'Arakil: entre les massifs d'Urbasa et Aralar. Est formée par les vallées d'Arakil et Sakana et la Terre d'Arantza[3].

##### Vallées Pyrénéennes
Elles se divisent en:
- Centrales: Esteribar, Erro, Aezkoa et Arce
- Orientales: Salazar, Roncal et l'Almiradio de Navascués[3].

##### Bassins Pré-Pyrénéens
Elles sont au nombre de deux:
- Bassin de Pampelune  nommée communément "La Cuenca"
- Bassin de Lumbier-Aoiz[3]

#### Zone Mediane
Elle est formée par les "somontanos", vallées et piémonts; elle est séparée de la montagne par les massifs (chaines de montagnes) d'Urbasa et Andia, Perdón, Alaiz, Izco et Leyre. Elle est plus élevée que la Ribera. Elle est divisée en deux parties par l'Arga, L'Occidentale ou Terre d'Estella et l'Orientale.

##### Navarre Médiane Occidentale ou Tierra Estella
- Val de Mañeru
- Guesálaz
- Tierra Estella
- Yerri
- Ameskoa
- La Solana
- Piémont sud de Montejurra
- Valdega
- Lana
- Haut Ega
- Somontano de Viana-Los Arcos
- La Berrueza
- Valle de Aguilar[3]

##### Navarre Médiane Orientale
- Valdizarbe
- Piémont de Tafalla-Olite
- Tierra de Sangüesa
- Valdorba
- Vallée d'Aibar[3]

#### Ribera
Elle est située au sud de la Communauté forale de Navarre. Le climat est continental, aride et sec. Sa végétation est pauvre et xérophile. La limite entre la zone Médiane et la Ribera est difficile à cerner. Son départ démontre l'abondance de roches calcaires, les grandes terres irrigables et les grandes villes. La Ribera se divise en deux parties.

##### Ribera Estellesa
C'est la partie occidentale. Elle est formée par:
- Bas Ega
- Bas Arga
- Ribera de l'Èbre[3]

##### Ribera Tudelana
C'est la partie occidentale, avec Tudela comme principal centre urbain. Il se divise en:
- Bas Aragon
- Ribera de l'Èbre
- Bas Alhama
- Bas Queiles[3]

### Zonage de 2000
Division de la Navarre en zones, sous-zones et régions selon le zonage de "Navarra 2000".
Le zonage général a été défini avec « Zonificación Navarra 2000 » et il est utilisé à plusieurs niveaux. Il est accepté formellement par d'autres institutions étrangères au Gouvernement de Navarre (Ministère Agriculture, la Pêche et de l'Alimentation), mais le manque d'un règlement adéquat ne permet pas son utilisation générale avec une nomenclature homogène.
| Zones                       | Sous-zones | Régions |
| --------------------------- | --- | --- |
| Zone nord-ouest :           | - Ultzamaldea - Leitzaldea (Norte de Aralar) - Sakana (Barranca) - Baztan ou Baztanaldea - Malerreka (Alto Bidasoa) - Bortziriak (Cinco Villas) | - 01 Baztan - 02 Bortziriak - 03 Bertizarana-Malerreka - 04 Basaburua Artea - 05 Arakil - 06 Burunda - 07 Basaburua Barrena - 08 Araitz - 09 Larraun - 10 Ultzama - 11 Atetz-Imotz - 12 Oláibar-Ezcabarte - 13 Basaburua Goiena     |
| Zone Pyrénéenne :           | - Roncal-Salazar (Erronkari-Zaraitzu) - Lumbier (Irunberrialdea) - Aoiz (Agoitzaldea) - Auñamendi                                               | - 14 Aoiz - 15 Lumbier-Romanzado - 16 Urraúl (Urraúl Alto et Urraúl Bajo) - 17 Aezkoa sud - 18 Aezkoa nord - 19 Roncevaux - 20 Esteribar - 21 Vallée d'Arce - 22 Navascués - 23 Ochagavía - 24 Vallée de Roncal                     |
| Pampelune :                 | - Bassin de Pampelune - Comarque de Puente la Reina                                                                                             | - 25 Cuenca centre - 26 Cuenca nord-est - 27 Cuenca sud-est - 28 Echauri-Olza - 29 Egüés - 30 Goñi-Ollo - 31 Valdizarbe-Puente la Reina-Gares - 32 Artazu-Guirguillano                                                              |
| Tierra Estella :            | - Estella occidentale - Estella orientale | - 33 Ega Alto - 34 Yerri-Guesálaz - 35 Solana - 36 Allo-Oteiza - 37 Améscoas - 38 Los Arcos - 39 Estella Centro - 40 Lana-Zúñiga - 41 Montejurra - 42 Cirauqui-Mañeru - 43 Codés - 44 Viana - 45 Aguilar Occidental - 46 Lazagurría |
| Navarre moyenne orientale : | - Sangüesa - Tafalla | - 47 Vallée d'Aibar - 48 Cáseda-Gallipienzo - 49 Javier-Yesa - 50 Liédena-Sangüesa - 51 Petilla de Aragón - 52 Artajona-Tafalla - 53 Valdorba - 54 Olite - 55 San Martín de Unx - Ujué - 56 Arga moyen                              |
| Ribera Alta :               | - Ribera Arga-Aragon - Ribera del Alto Ebro | - 57 Èbre moyen - 58 Èbre haut - 59 Lerín-Sesma - 60 Aragon Moyen - 61 Aragon-Arga - 62 Bas Aragon |
| Tudela:                     | - Tudela | - 63 Queiles - 64 Arguedas-Castejón-Valtierra - 65 Buñuel-Cortes-Ribaforada - 66 Cabanillas-Fustiñana - 67 Tudela-Fontellas - 68 Alhama                                                                                             |
| ,                           | | |

### Comarques agraires
La zonification est conditionnée fondamentalement par l'activité économique.
- 1. Zone Nord-ouest : l'utilisation principale du sol est l'élevage, avec des prés naturels et du bétail établé.
- 2. Pyrénéenne : l'utilisation du sol est l'élevage et l'activité forestière.
- 3. Pampelune : prédomine la culture céréalière, avec quelques parcelles isolées de vignoble.
- 4. Tierre Estella : dans les montagnes prédomine l'utilisation forestière et l'élevage, avec de grandes surfaces de pâture. Dans le reste la culture de céréale prédomine, avec des vignobles et des oliveraies.
- 5. Navarre Moyenne Orientale : les terres cultivées sont consacrées à la céréale, et en moindre part à la vigne. l'irrigation se situe dans les vallées des rivières avec les cultures du maïs, luzerne et l'horticulture.
- 6. Ribera alta : 70 % de la surface est cultivée : le terrain non irrigué est consacré à la céréale et au vignoble et dans la vallée des rivières on cultive le maïs, le tournesol et la luzerne et des produits horticoles.
- 7. Tudela : il faut souligner l'importance économique de l'irrigation, où on cultive plusieurs produits (tomate, poivron, artichaut, fruits etc.) et grandes superficies de maïs. dans les terrains non irrigué on cultive la céréale, la vigne l'olivier et l'asperge, et dans quelques secteurs réduits, l'amandier[8].